# Tromperie (sport)
Pour les articles homonymes, voir Tromperie.
Une tromperie en sport est un procédé permettant de duper l’adversaire. C’est en quelque sorte un mensonge mis en place pour manœuvrer plus facilement l’opposant.

## Définition
Dans le Petit Larousse de 2003, « tromper » : v.t. 1. « Détourner par une diversion (…) », 2. « Abuser de la confiance de quelqu’un en usant de mensonge, de dissimulation ; berner, mystifier, abuser », 3. « Echapper à quelqu’un, à sa vigilance, à son attention ».
À la suite de ces définitions en sport, une tromperie est donc un procédé stratégique qui permet d’utiliser la réaction adverse à son avantage. Il fait partie des techniques de manœuvre. Cette réaction est induite par une technique dite de désinformation (c’est-à-dire donner une information « trompeuse » comme son nom l’indique). On répertorie deux catégories de tromperies : 
- en situation d’offensive : les ruses (attaque masquée, attaque différée, simulation ou feinte, point de pression, etc.)
- en situation de contre-offensive : les simulations (pièges) et provocations (invite, leurre, etc.).

## Illustration en boxe
1.  ⇒  2. 
1. (A)  invite une attaque en ligne basse (appât)… 

2. et riposte en coup de poing plongeant du bras arrière

## Sources
Georges Blanchet, Boxe et sports de combat en éducation physique, Ed. Chiron, Paris, 1947
- Gérard Chaliand, Arnaud Blin, Dictionnaire de stratégie militaire, Librairie académique Perrin, 1998
- Alain Delmas, 1. Lexique de la boxe et des autres boxes (Document fédéral de formation d’entraîneur), Aix-en-Provence, 1981-2005 – 2. Lexique de combatique (Document fédéral de formation d’entraîneur), Toulouse, 1975-1980
- Jack Dempsey, Championship fighting, Ed. Jack Cuddy, 1950
- F.F.E., Les cahiers de la commission pédagogique nationale d’escrime, INSEP, Paris, 1981
- François Géré, Pensée stratégique, Ed. Larousse, Paris, 1999
- Gabrielle & Roland Habersetzer, Encyclopédie des arts martiaux de l'Extrême-Orient, Ed. Amphora, Paris, 2000
- Louis Lerda, J.C. Casteyre, Sachons boxer, Ed. Vigot, Paris, 1944
- Thierry de Montbrial et Jean Klein, Dictionnaire de stratégie, PUF, Paris, 2000